# يلدز كابلان
يلدز كابلان (بالتركية: Yıldız Kaplan)‏ هي عارضة ومغنية وممثلة تركية، ولدت في 28 أكتوبر 1970 بإسطنبول في تركيا.

## وصلات خارجية
- يلدس قبلان على موقع IMDb (الإنجليزية)
- يلدس قبلان على موقع ميوزك برينز (الإنجليزية)